# 秦充洋
秦 充洋（はた みつひろ、1967年11月14日 - ）は、日本の実業家、経営コンサルタント。ケアネット共同創業者。元ジーパラドットコム代表取締役社長。一橋大学大学院経営管理研究科客員教授。

## 経歴・人物
大阪府東大阪市出身。東大寺学園高等学校、一橋大学商学部を経て、1991年ボストン・コンサルティング・グループ入社。1992年一橋大学商学部卒業。1996年医療法人社団健育会入社。
1996年ケアネット共同創業者兼取締役副社長。1999年ベンチャーキャピタルの誘いを受け、ネットベンチャーのジーパラドットコムに入社。2000年からジーパラドットコム代表取締役。
ジーパラドットコム代表取締役社長を務め、ITバブル崩壊後事業クローズを行い、2002年ボストン・コンサルティング・グループ入社。ボストン・コンサルティング・グループ プロジェクトマネージャーを経て、2006年ミレニアムパートナーズ設立、同代表取締役。2008年日本コアパートナー取締役副社長。2010年ケアネット取締役。2012年ケアネット監査役。
2017年BDスプリントパートナーズ設立、同代表取締役。2018年メディカルインキュベータジャパン取締役、フルスピード取締役。起業家の育成にも携わり、グロービス経営大学院大学講師、早稲田大学大学院経営管理研究科講師を経て、2021年一橋大学大学院経営管理研究科客員教授（三枝匡経営者育成基金寄附講義）。

## 著書
- 『プロ直伝!成功する事業計画書のつくり方 : マンガでわかる!ビジネスの教科書』ナツメ社 2015年
- 『未来市場 2018-2017』（共著）日経BP社 2017年
- 『未来市場 2019-2028』（共著）日経BP社 2018年
- 『未来事業 実践編 : 2018』（共著）日経BP社 2018年
- 『事業開発一気通貫 成功への3×3ステップ』日経BP 2021年